# 증명조항
증명조항(Attestation clause)은 유언 맨 밑에 유언자 서명 밑에 포함되는 증명문구이다. 유언을 체결한 증거로서 서명하였음을 나타낸다. 

## 조항의 예
입회하에 이 동의서는 복사하여 각자 한부 씩 A 와 B 가 보관할 것이며 각자 단체의 도장과 서명들이 덧붙여질 것이다.

## 같이 보기
- 증언

## 참고 문헌
- 명순구, 현대미국신탁법, 세창출판사, 2005 ISBN 978-89-8411-124-0
- 임채웅 역, 미국신탁법 : 유언과 신탁에 대한 새로운 이해, 박영사, 2011 ISBN 978-89-6454-628-4